# Psykoakustik
Psykoakustik är den del av akustiken där man försöker beskriva människans subjektiva uppfattning av ljud; auditiv perception är en psykologisk närbesläktad term. Många faktorer i människans hörselorgan och hjärna gör att vi uppfattar ljud på ett annat sätt än ett linjärt mätinstrument beskriver det. Ett närbesläktat område är audiologi, som behandlar de fysiologiska aspekterna.
Upplevd ljudstyrka är ett viktigt begrepp inom psykoakustiken. Den upplevda ljudstyrkan kan inte beskrivas med hjälp av enbart lineär filtrering, då det finns ett inbyggt styrkeberoende i lika-hörnivå-kurvorna, samt inverkan av maskeringseffekter.
Ljud som så att säga "lurar" örat brukar kallas psykoakustiska fenomen. Ett exempel är den så kallade Shepardskalan som låter likt ett glissando som faller eller stiger i all oändlighet.
Människans begränsade förmåga att uppfatta ljud används för att kunna komprimera informationen i bland annat MP3-formatet.